# Balthazar de Moucheron

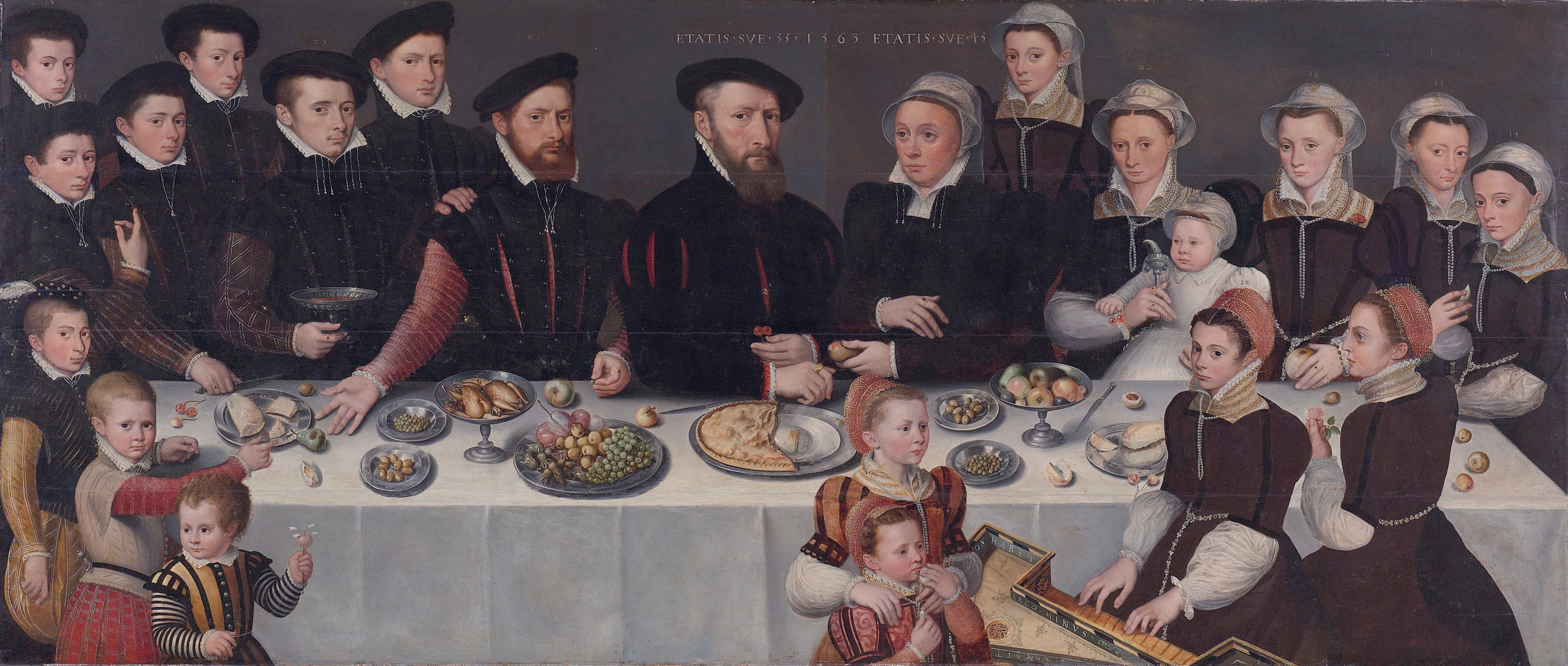
Pierre de Moucheron met gezin (1563).

Balthazar de Moucheron (Antwerpen, 1552 – Frankrijk, ± 1630) was een koopman uit de Nederlanden, reder en een van de grondleggers van de Vereenigde Oostindische Compagnie.  Hoewel zijn naam vooral verbonden is met de vroege reizen naar Indië, handelde Balthazar de Moucheron in een veel groter gebied, zoals de Middellandse Zee, Amerika, de westkust van Afrika, de Oostzee en de Witte Zee. Balthazar de Moucheron stuurde zijn broer Melchior als handelsagent met uitgebreide volmachten naar de monding van de Dwina aan de Witte Zee.

## Persoonlijk leven en afstamming
Zijn vader Pierre de Moucheron (1508-1565) kwam uit de (toenmalige) Franse provincie le Perche (parochie Boissy-le-Sec gelegen zuidelijk van Verneuil-sur-Avre) en stamde uit het verarmde adellijke huis Bouley Moucheron. Hij zocht zijn geluk in 1530 in Middelburg, kwam in dienst van de koopman Antoine de Gerbier en trouwde in 1533 diens dochter Isabeau. Hij bracht het tot een vermogend handelaar die handel dreef in de Nederlanden, Frankrijk, Spanje en Engeland. In 1545 verhuisde Pierre de Moucheron zijn handelshuis om zakelijke en waarschijnlijk ook godsdienstige redenen naar Antwerpen, toen nog de belangrijkste handelsstad van de Nederlanden. Toen Pierre de Moucheron in 1565 overleed, waren zijn zonen te jong om het handelshuis over te nemen; het werd in de tussentijd geleid door twee schoonzonen, Allart de la Dale en François le Fort.
Balthazar de Moucheron is tweemaal getrouwd geweest. Zijn eerste vrouw was Jacqueline de la Croix. Uit dit huwelijk zijn ook kinderen voortgekomen. Hij hertrouwde in 1591 in Delft met Elysabeth Berwoudts Van Crompvliet. In 1603 ging zijn bedrijf failliet en vluchtte hij naar Frankrijk. Elysabeth ging terug naar Delft.

## Historische context en vroege leven
Alexander Farnese voerde in die jaren een succesvolle campagne om de zuidelijke Nederlanden te onderwerpen. In 1584 was het gebied op een paar grote steden na in de greep van de Spanjaarden geraakt. In het omsingelde Antwerpen werd een stadsburgerwacht opgericht, waarvan Balthasar de Moucheron een van de kolonels was. Nadat een poging van Holland en Zeeland om de stad te ontzetten mislukt was, gaf Antwerpen zich over. Balthasar was een van de ondertekenaars van de capitulatie, waarbij Farnese had bepaald dat de inwoners van de stad vier jaar de tijd kregen om te besluiten of men er wilde blijven of wilde vertrekken. Balthazar heeft die tijd niet afgewacht, na de Val van Antwerpen verplaatste hij het handelshuis in 1585 naar Middelburg. In 1597 ging hij in op het aanbod van Veere om voor een aanzienlijk huis in die stad jaarlijks 18 schepen uit te zenden vanuit Veere. Zijn Middelburgs huis liet hij aan zijn broer Pieter, die het een paar jaar later verkocht aan Jacob Cats.
Omdat de oorlogstoestand voortduurde, moesten er maatregelen worden getroffen om de handelsschepen te beschermen. Dat zou gebeuren middels de begeleiding door oorlogsschepen tot aan de monding van de Seine. Uit financiële en organisatorische overwegingen sloot Balthazar de Moucheron met 24 andere kooplieden het zogenaamde Consulaat, ofwel College der Consuls. De gevestigde orde van Middelburg weigerde diens medewerking met de handelsondernemingen van Balthazar en vormden onder leiding van burgemeester Ten Haeff hun eigen Middelburgsche Compagnie. Verscheidene voorname handelslieden kozen wel de kant van Balthasar de Moucheron, hieronder bevonden zich; Simon Jaspersz Parduyn, Jacob Valcke (tresorier-generaal van Zeeland), Pierre le Moyne (neef van Balthazar), Taurin Denis, Joos Nevejans en Paul Chouart (heer van Buzanval). Beide groepen stonden elkaar naar het leven en er ontstond een sterke onderlinge concurrentie. Vanuit Middelburg handelde de compagnie van Balthazar voornamelijk op Antwerpen en steden in Frankrijk zoals Rochelle en St. Malo, en met de Canarische- en Kaapverdische Eilanden voor wijnen en zout. In 1594 zond Balthazar een expeditie uit geleidt door zijn neef Cornelis de Moucheron naar de Westkust van Afrika.
Cornelis voer als eerste Nederlander de Senegal en de Zambia-rivier op. In 1595 en 1597 zond de rederij van Balthazar De Moucheron expedities uit naar Noord- en Zuid-Amerika. Balthazar droomde er nog steeds van om een tocht naar Indië in de steigers te zetten. Al in 1593 lichtte hij Jacob Valcke in, die toegang had tot prins Maurits van Oranje. Prins Maurits reageerde positief ten opzichte van deze onderneming en organiseerde vervolgens besprekingen in Den Haag, hieraan namen naast Maurits van Oranje ook Johan van Oldenbarnevelt en Reinier Cant (burgemeester van Amsterdam) deel. Deze besprekingen leidden ertoe dat de verantwoordelijkheid uit handen van Balthazar werd genomen en bij de Staten-Generaal werd gelegd, dewelke de expeditie zou financieren en vervolgens ook recht zou hebben op de daaruit voortvloeiende opbrengsten.

## Noordelijke doorvaart

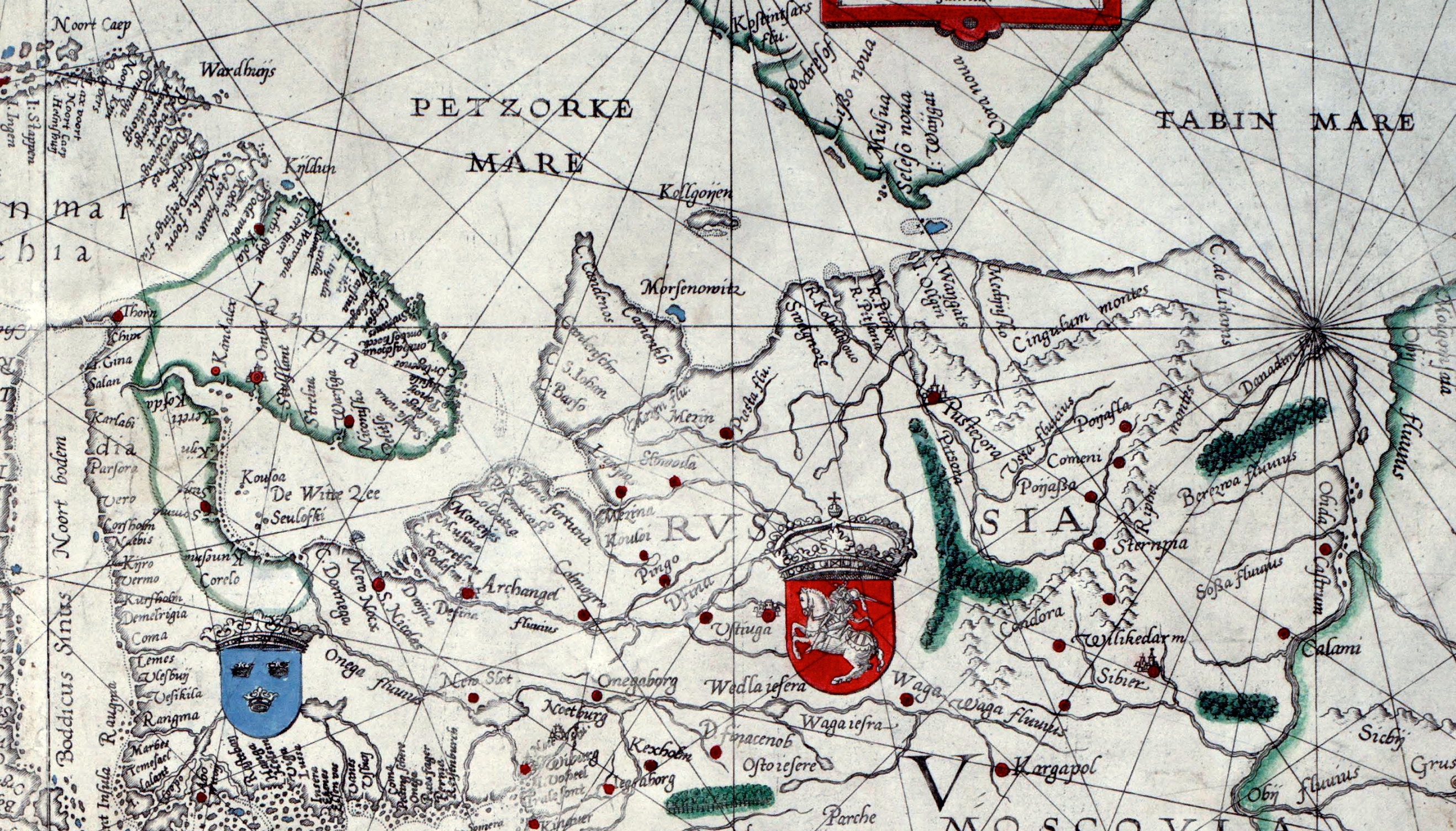
Het noordelijke handelsgebied zoals het bekend was in 1589, van de Noordkaap tot aan Waygats. Links de Witte zee en Archangel aan de Dwina (Defina Fluvius)

Balthazar de Moucheron heeft pogingen ondernomen om via het noorden een route naar Indië te vinden. Hij werd waarschijnlijk geïnspireerd door berichten van Olivier Brunel. Een eerste verzoek tot steun daarvoor, gericht aan prins Willem I van Oranje in 1584 bleef door de roerige tijd waarin de republiek zich bevond, onbeantwoord. De reis werd daarom in eigen beheer samen met Brunel uitgevoerd, zonder echter resultaat op te leveren. Een nieuw verzoek in 1594 werd aanvaard, maar het staatsbelang werd zo hoog geacht, dat de Staten Generaal de reis onder eigen verantwoordelijkheid uitvoerden. In 1594 werden door Zeeland en Amsterdam vier schepen uitgerust. Willem Barentsz voer voor Amsterdam en Cornelis Nay voor Zeeland. Moucheron accepteerde met tegenzin dat hij bij de onderneming slechts als adviseur werd betrokken. De vloot zeilde 5 juni 1594 uit. Ze troffen veelvuldig ondoordringbaar ijs, maar op 11 augustus vonden ze in de Karazee open water, en veronderstelden dat dit de gezochte doorgang was naar China. De vloot zeilde terug en bracht verslag uit. Moucheron adviseerde de Staten van Holland ook over de volgende reis. Die reis van zeven schepen (1595) mislukte echter omdat men met tegenwind, ijs en storm te kampen had. Vanwege de kosten en het risico zagen de Staten Generaal af van een volgende staatsonderneming, maar loofden een rijkelijke premie uit aan degene die een doortocht zou vinden. Hoewel het Balthazar nu vrij stond zelf een zoektocht te ondernemen heeft hij niet meer deelgenomen aan de beruchte reis van Willem Barentsz van 1596.

## De Veersche Compagnie: Reizen via Kaap de Goede Hoop

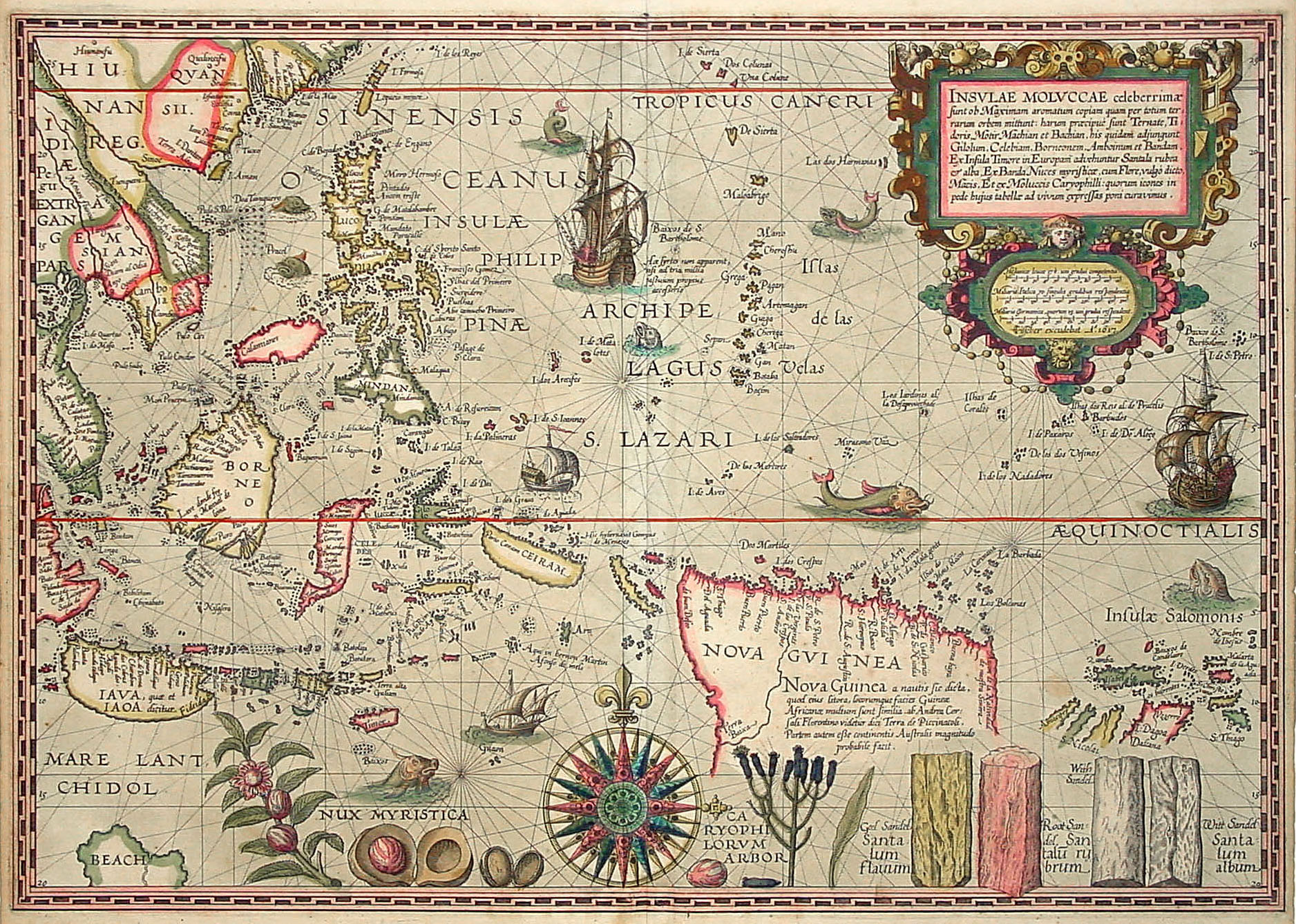
Insulae Moluccae, 1592 (incl. Indonesië) door Petrus Plancius

In 1597 was het Cornelis de Houtman in de zogenaamde Eerste Schipvaart gelukt om via Kaap de Goede Hoop naar Indië te zeilen, en Moucheron richtte zich vanaf dat moment op die route. Moucheron werd vennoot in de door hem opgerichte Veersche Compagnie. De Veersche Compagnie zond in 1598 twee schepen, De Leeuw en de Leeuwin, onder leiding van de broers Cornelis en Frederik de Houtman naar Oost-Indië. De vloot zou in 1600 onder Guyon Lefort, maar zonder de gebroeders terugkeren. Cornelis was gedood en Frederik was op Atjeh gevangengenomen. De reis was financieel geen succes.
In 1598 zond Moucheron in samenwerking met de Staten-Generaal en onder leiding van Julius Cleerhagen, Gerard Strijbosch, Cornelis de Moucheron en Joris van Spilbergen nog een vloot van vijf schepen uit, bemand met 100 matrozen en 150 soldaten, om het eiland Principe voor de West-Afrikaanse kust te veroveren—met de bedoeling een bevoorradingsplaats voor zijn vloot op te richten. Door list en geweld slaagden ze er in het eiland zonder bloedvergieten op de Portugezen te  veroveren, maar voordat versterking kwam opdagen, werden ze gedwongen het eiland te verlaten. Het hulpkonvooi met de schepen 'De Moor', onder kapitein Melchior Proost en 'De Hoop', onder leiding van Laurens Chistiaanse, kwam te laat om alsnog het eiland te kunnen behouden. Van de 350 koppige bemanning, zagen nauwelijks 100 het vaderland terug, Joris van Spilbergen was hier een van.
Ook een tweede poging van Balthazar tot het stichten van een bevoorradingspost op Principe verliep niet zoals gehoopt. In 1599 reedde hij, in samenwerking met Pieter van der Hagen en de Staten-Generaal, een vloot van 10 schepen uit met een meer dan 1000 koppige bemanning. Hun doel was de kaapvaart tegen Spanje en de verovering van Sao Tomé en Principe. Op 15 mei 1599 vertrok deze vloot uit Vlissingen. Ondanks een aanval op de Canarische eilanden en de inname van Sao Tomé, liep de expeditie uit op een financieel debacle.
Samen met zijn neef Pierre le Moyne reedde hij twee schepen uit naar de bocht van Guinea, langs de Afrikaanse goudkust. Vier maanden lang hielden zij stand aan de rivier de Gabon. Het langst hield Joris van Spilbergen het uit. Eén jaar lang was hij gouverneur van Groot-Corisco.
Ook de expeditie van Balthazar naar Brazilië en de Barbarijse kust liepen op niets uit. De reizen van 'De Hoop', onder het bevel van Laurens Christiaansz en Gillis Borremans en de expeditie bestaande uit de schepen 'De Jager' en 'De Struis', onder leiding van Emanuel Parele naar Brazilië, eindigden zelfs in processen voor de vierschaar van de stad Veere.

## Compagnie van De Moucheron
Op 21 november van 1600 sloten de vennoten van Balthazar uit de eerdere Veersche Compagnie zich aan bij de Compagnie van Ten Haeff, tot de Vereenigde Zeeuwsche Compagnie. Uit de Veersche Compagnie en de Middelburgsche Compagnie (Compagnie van Ten Haeff) is in november 1600 de Vereenigde Zeeuwsche Compagnie ontstaan, maar Moucheron was daarvan geen vennoot meer, mogelijkerwijze omdat er onenigheid ontstond over de grootte van de inlegsom en het bewindvoerderschap. Alleen Simon Parduyn, Pieter van Hecke en Pierre le Moyne bleven Balthazar trouw en vormden de Compagnie van De Moucheron.
Ook de expedities in de jaren 1601-1603 van de Compagnie van De Moucheron, naar de Baai van Saldanha (West-Kaap), naar Guinea, de kust van Brazilië en het Koninkrijk van Monomotapa (in het huidige Mozambique), leidden slechts tot relatief geringe winsten en hoge kosten.

Begin 1600 reedde Balthazar, nu met hulp van de Staten van Zeeland, het schip De Moor, onder leiding van kapitein Melchior Proost uit voor een reis naar Oost-Indië, en een expeditie van vier schepen onder leiding van Joris van Spilbergen en Willem Lodcwijcx naar West-Indië. In augustus van datzelfde jaar was Van Spilbergen al weer terug. Hij had het Spaanse schip, de Nuestra Senora del Rosario (Onze Vrouwe van de Rozenkrans), buitgemaakt. Over de verdeling van de lading ervan ontstond een meningsverschil met de Admiraliteit, een nieuwe financiële tegenslag voor De Moucheron. 

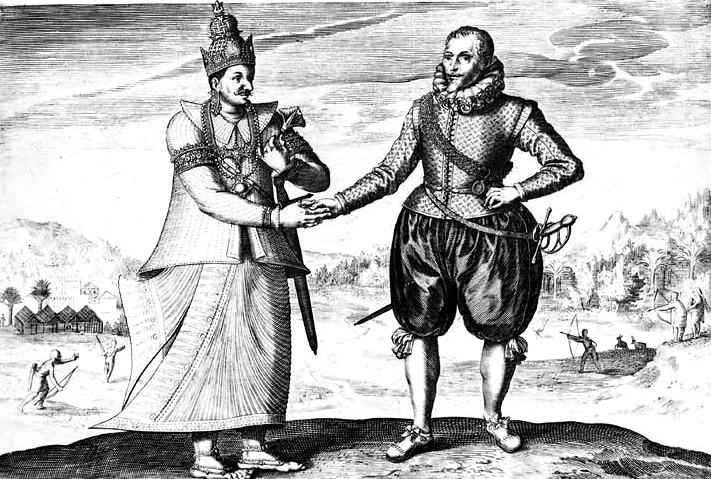
Joris van Spilbergen ontmoet koning Vimala Dharma Suriya van Kandy, Ceylon (1602)

De Compagnie van De Moucheron zond in 1601 Joris van Spilbergen met drie schepen opnieuw uit, die vervolgens een succesvolle reis uitvoerde en betrekkingen met de koning van Kandy (Sri Lanka) aanknoopte en vervolgens Atjeh (een provincie van het huidige Indonesië) bereikte.
Financieel was De Moucheron de afgrond nabij. Alle uitstaande vorderingen en zelfs de te verwachten retourvrachten werden overgedragen aan zijn schuldeisers. De Compagnie van De Moucheron wilde uiteindelijk meewerken aan de oprichting van de Vereenigde Oostindische Compagnie (VOC) maar eiste vrije vaart op de oostkust van Afrika en uitstel van betaling. Op 20 maart 1602 vaardigden de Staten-Generaal het octrooi op de vereniging der kamers van de verschillende compagnieën uit en de Vereenigde Oostindische Compagnie was een feit. Het monopolie van deze compagnie, geldig gedurende de daaropvolgende 21 jaar, benam Balthazar de Moucheron de mogelijkheden zijn fortuin te herstellen. Mededinging in het handeldrijven op Oost-Indië was voortaan onmogelijk. Wel behield Balthazar het recht privéhandel te drijven op de Kust van Sofala (in het huidige Mozambique) en kreeg hij een bewindhebberplaats in de Kamer Zeeland van de V.O.C.. Balthazar woonde maar één vergadering bij, die van 30 maart 1602, waarna Balthazar de Moucheron Veere ontvluchtte.
Joris van Spilbergen keerde op 24 maart 1604 behouden uit Oost-Indië terug in Vlissingen. Bij zich had hij een schat aan robijnen, saffieren, topazen en andere edelstenen die hij van de maharadja van Kandy als geschenk had gekregen. Balthazar's vrouw had uit de lading edelstenen een aanzienlijk aandeel voor zichzelf gehouden die zij als haar eigendom beschouwde (de lading edelstenen was opgetekend in een akte op 14 Juni 1605 door de magistraat van Middelburg).
Het stadsbestuur van Veere legde beslag op al zijn goederen en de Staten van Zeeland ontzegden hem verdere toegang tot het gewest. In 1605 werd zijn huis in de Wijngaardstraat eigendom van de stad Veere.

## De vlucht vooruit
Hendrik IV vaardigde in 1598 het Edict van Nantes uit, waardoor de religieuze vrijheden van de protestanten in Frankrijk werden gegarandeerd en zo de Hugenotenoorlogen werden beëindigd.
In 1609 reisde Isaac le Maire met Joris van Spilbergen, Balthazar de Moucheron, Gerard le Roy, Hans de Decker en de zeerover Simon de Danser naar Parijs om opnieuw de vorming van een Franse Oost-Indische Compagnie te bespreken met de Franse koning Hendrik IV van Frankrijk. De Moucheron speelde in deze besprekingen een dubbelrol, omdat hij aan François van Aerssen, de gezant van de Nederlanden, had gevraagd wat deze er voor over had om de besprekingen in de war te sturen. De besprekingen verliepen moeizaam door het wantrouwen van de Fransen in Le Maire.
Op 14 mei 1610 werd Hendrik IV vermoord door François Ravaillac, een katholiek die geen vertrouwen had in een koning die calvinist was geweest. In 1610 werden bijgevolg de Franse plannen voor een Franse Oost-Indische Compagnie opgeborgen, pas in 1664 zou de Franse koning Lodewijk XIV uiteindelijk overgaan tot de oprichting van de Franse Oost-Indische Compagnie.
Van Balthazar de Moucherons latere leven is weinig of niets bekend. Hij overleed waarschijnlijk in armoede.